# Лангенпрайзінг
Лангенпрайзінг (нім. Langenpreising) — громада в Німеччині, розташована в землі Баварія. Підпорядковується адміністративному округу Верхня Баварія. Входить до складу району Ердінг. Складова частина об'єднання громад Вартенберг.
Площа — 27,49 км2. Населення становить 2879 ос. (станом на 31 грудня 2020).